# Alain Calmat
Alain Calmat (* 31. August 1940 in Paris) ist ein französischer Politiker und ehemaliger Eiskunstläufer, der im Einzellauf startete. Er ist der Weltmeister von 1965 und der Europameister von 1962 bis 1964.
Calmat, der unter dem Namen Calmanovich geboren wurde, begann im Alter von neun Jahren mit dem Eiskunstlaufen. Trainiert wurde er, wie auch sein größter nationaler Konkurrent Alain Giletti, von Jacqueline Vaudecrane in Boulogne-Billancourt.
Bei den französischen Meisterschaften konnte Calmat Alain Giletti nur 1958 hinter sich lassen. Von 1954 bis 1965 nahm er an allen Europameisterschaften teil und platzierte sich nie schlechter als Platz fünf. Sechs Mal erreichte er das Podium, wobei er zweimal Vize-Europameister und von 1962 bis 1964 drei Mal in Folge Europameister wurde, einmal vor Karol Divín und zweimal vor Manfred Schnelldorfer. Calmat nahm an elf Weltmeisterschaften teil. 1960 und 1962 wurde er Dritter, 1963 und 1964 Vize-Weltmeister, einmal hinter Donald McPherson und einmal hinter Manfred Schnelldorfer. 1965 wurde Calmat schließlich Weltmeister, vor dem US-Amerikaner Scott Allen. Calmat nahm an den Olympischen Spielen 1956, 1960 und 1964 teil. 1964 ging er als Favorit in das Turnier, unterlag aber Manfred Schnelldorfer und gewann die Silbermedaille. Mit 24 Jahren trat er 1965 vom aktiven Sport zurück. Bei den Olympischen Spielen 1968 in Grenoble entzündete er das olympische Feuer.
Nach seiner Karriere als Sportler studierte Calmat Medizin und wurde Chirurg. Später stieg er in die Politik ein. Der Sozialist Calmat war unter Laurent Fabius von 1984 bis 1986 Sportminister in Frankreich. In dieser Funktion fungierte er 1985 als Gaststarter beim 24-Stunden-Rennen von Le Mans. Von 1986 bis 1993 war er Abgeordneter der Nationalversammlung für das Département Cher und 1997 bis 2002 für das Département Seine-Saint-Denis. Von 1995 bis 2014 war er Bürgermeister der Stadt Livry-Gargan. Calmat hat vier Kinder.

## Ergebnisse
| Wettbewerb / Jahr            | 1954 | 1955 | 1956 | 1957 | 1958 | 1959 | 1960 | 1961 | 1962 | 1963 | 1964 | 1965 |
| ---------------------------- | ---- | ---- | ---- | ---- | ---- | ---- | ---- | ---- | ---- | ---- | ---- | ---- |
| Olympische Spiele            |      |      | 9.   |      |      |      | 6.   |      |      |      | 2.   |      |
| Weltmeisterschaften          | 11.  | 9.   | 7.   | 9.   | 5.   | 7.   | 3.   |      | 3.   | 2.   | 2.   | 1.   |
| Europameisterschaften        | 5.   | 5.   | 4.   | 4.   | 3.   | 4.   | 4.   | 2.   | 1.   | 1.   | 1.   | 2.   |
| Französische Meisterschaften | 2.   | 2.   | 2.   | 2.   | 1.   | 2.   | 2.   | 2.   | 1.   | 1.   | 1.   | 1.   |